# Banu Lam
Els Banu Lam (àrab: بنو لام, Banū Lām) són una tribu àrab, abans poderosa, que viu entre el Pusht-i Kuh, a la frontera iraniana, i el Tigris; el seu límit oriental segueix el curs del riu Karkha cap al sud des de Pa-yi Pul fins a la zona al nord d'Hawiza on el riu es perd a les maresmes; el límit occidental és el Tigris entre Shaykh Sad i Amara. Alguns grups viuen fora del territori principal però no són gaires. La majoria de la tribu és xiïta i arabòfona, amb alguns parlants de farsi però com a segona llengua. Gran part de la tribu ja era sedentària però la totalitat ho va passar a ser al segle xx, especialment després del 1945, i queden pocs nòmades. Són considerats molt bons pastors, i encara que abans als seus ramats hi havia diversos animals (camells, cavalls, ases, etc.), ara es dediquen només a les cabres; cultiven també blat, orgue, civada i moresc. El seu nombre no es coneix. El 1840 s'estimava en 30.000 famílies (al tomb de 200.000). A començament del segle xx s'estimava el nombre total en 45.000 (el 1934 es va determinar que uns 40.000 més vivien a Pèrsia i el 1945 els perses s'estimaven en 60 o 70.000). El 1934 el llibre de l'Almirallat britànic deia que eren la tribu més nombrosa de la regió del Tigre però no donava xifres. Posteriorment no hi ha estadístiques sobre tribus.

## Història
El seu ancestre seria Lam ibn Harith cap dels kahtan de l'Hedjaz. Un descendent seu, Barak, dirigia la tribu quan va emigrar a la regió d'Hawiza (un grup va restar al Nedjd), i el seu fill Hafiz ibn Barak al-Lam apareix en una disputa que no és clar si era contra el seu pare o contra el wali d'Hawiza (un cap dels Rabia) i es va apoderar en les lluites del territori entre Shaykh-Sad i Amara, territori que abans era dels Rabia, establint el poder dels Banu Lam. Encara que això no se sap quan va passar si que es pot situar aproximadament al final del segle xvi, probablement a l'entorn del 1570 doncs el 1575 ja estaven a la riba oriental del Tigris.
Els banu Lam no acceptaven de bon grau l'autoritat dels otomans. La primera expedició contra ells la va fer el paixà de Bagdad Umar (1677-1681). Ali Pasha (1695-1696) va dirigir personalment una expedició de càstig. Hasan Pasha (1704-1724) fou el que més es va destacar en l'intent d'imposar el domini otomà i va dirigir diverses expedicions durant el seu govern. Els Banu Lam de fet mai foren sotmesos més que temporalment. El 1726 es van aliar a altres grups en revolta i van atacar Bagdad en cooperació amb els lurs. Durant el govern de Nadir Shah a Pèrsia, aquest va assetjar Bagdad (1733) i els Banu Lam, manats per Abd Al·lah, li van donar suport; van acceptar cooperar al valí àrab d'Hawiza per atacar conjuntament Bàssora però l'atac planejat mai es va portar a terme. L'exèrcit otomà de Topal Osman Paixà, va derrotar els perses el juliol de 1733 i els atacants es van haver de retirar; els Banu Lam van ajudar els que fugien a retornar a Pèrsia, el que va comportar represàlies d'Ahmad Pasha. Però les destruccions ocasionades per la guerra havien deixat la província en l'anarquia, facilitant les revoltes dels nòmades: els Banu Lam els Banu l-Muntafik i els Banu Lames van romandre actius en la revolta. El 1743 Nadir Shah va retornar i els Banu Lam li van donar altre cop suport i van participar en el setge de Bàssora. Posteriorment fou una constant la rebel·lió endèmica dels Banu Lam i les expedicions otomanes per sotmetre'ls o castigar-los, sent les principals expedicions les de 1763, 1800, 1806, 1849, 1879 i 1911. D'altra banda el 1841 el govern persa de Muhammad Xah Qajar va enviar una expedició contra Muhammad Taki Khan, el líder dels bakhtiyaris, dirigida pel governador d'Esfahan Mutamid al-Dawla, i durant les operacions algunes terres i pobles dels Banu Lam foren saquejats pels perses. Des de llavors els Banu Lam, que pagaven un petit tribu al xa, ho van deixar de fer (excepte en algunes ocasions especials) i aprofitant la seva situació entre Pèrsia i Turquia, van romandre independents de fet.
Al segle xix els Banu Lam es van enfrontar als seus veïns, principalment els lurs, els Banu l-Muntafik i els Al Bu Muhammad. El conflicte entre ells va evitar a la ciutat de Dezful ser saquejada. també va tenir algunes lluites internes. Algunes de les seves incursions van tallar el tràfic fluvial pel Tigris; durant la I Guerra Mundial hi va haver atacs a vaixells navegant pel riu ia posicions avançades britàniques, i aquest fet fou considerat una amenaça greu pels britànic (1915) que van iniciar operacions limitades contra els Banu Lam. Al final de la guerra el territori va passar a control britànic i els Banu Lam van aturar les seves operacions, però van tenir alguns conflictes amb el wali de Pusht-i Kuh. Després del 1923 amb la consolidació del poder central a Pèrsia i la limitació de la transhumància, els Banu Lam es van sedentaritzar als següents anys.